# Abusus non tollit usum
Abusus non tollit usum: l'espressione, tradotta letteralmente, significa L'abuso non vieta l'uso (massima del diritto antico).
Significa che una cosa si può usare, anche se può esistere chi ne fa abuso, cioè un uso eccessivo od oltre i limiti del lecito. Per esempio, il fatto che alcuni abusino del vino non significa che il suo uso moderato non sia legittimo.
Il brocardo è stato usato dal cardinal Carlo Maria Martini in un suo articolo pubblicato sul Sole 24 Ore a difesa della liturgia cattolica in lingua italiana, in opposizione dialettica a chi, sostenendo che si avesse abusato della nuova liturgia in italiano a svantaggio della ritualità latina, auspicava la riduzione della stessa per un più ampio ritorno al rito in lingua latina.